# Дюрселен, Карло
Карло Дюрселен (нем. Carlo Dürselen; 25 октября 1926, Мюнстер, Вестфалия — 2006, Мюнстер), — немецкий скульптор.

## Творческий путь
После окончания учёбы был принят в мюнстерскую гимназию Паулинум преподавателем изобразительного искусства. Одновременно творил как скульптор по металлу. Здесь он проработал с 1977 по 1992 год. Позже — доцент местной Академии искусств по оформлению ремесленной палаты Мюнстера. Специализация — христианские сакральные работы.

## Награды
- 1983 год: Орден «За заслуги перед Федеративной Республикой Германия» — высший орден Германии.